# Isba

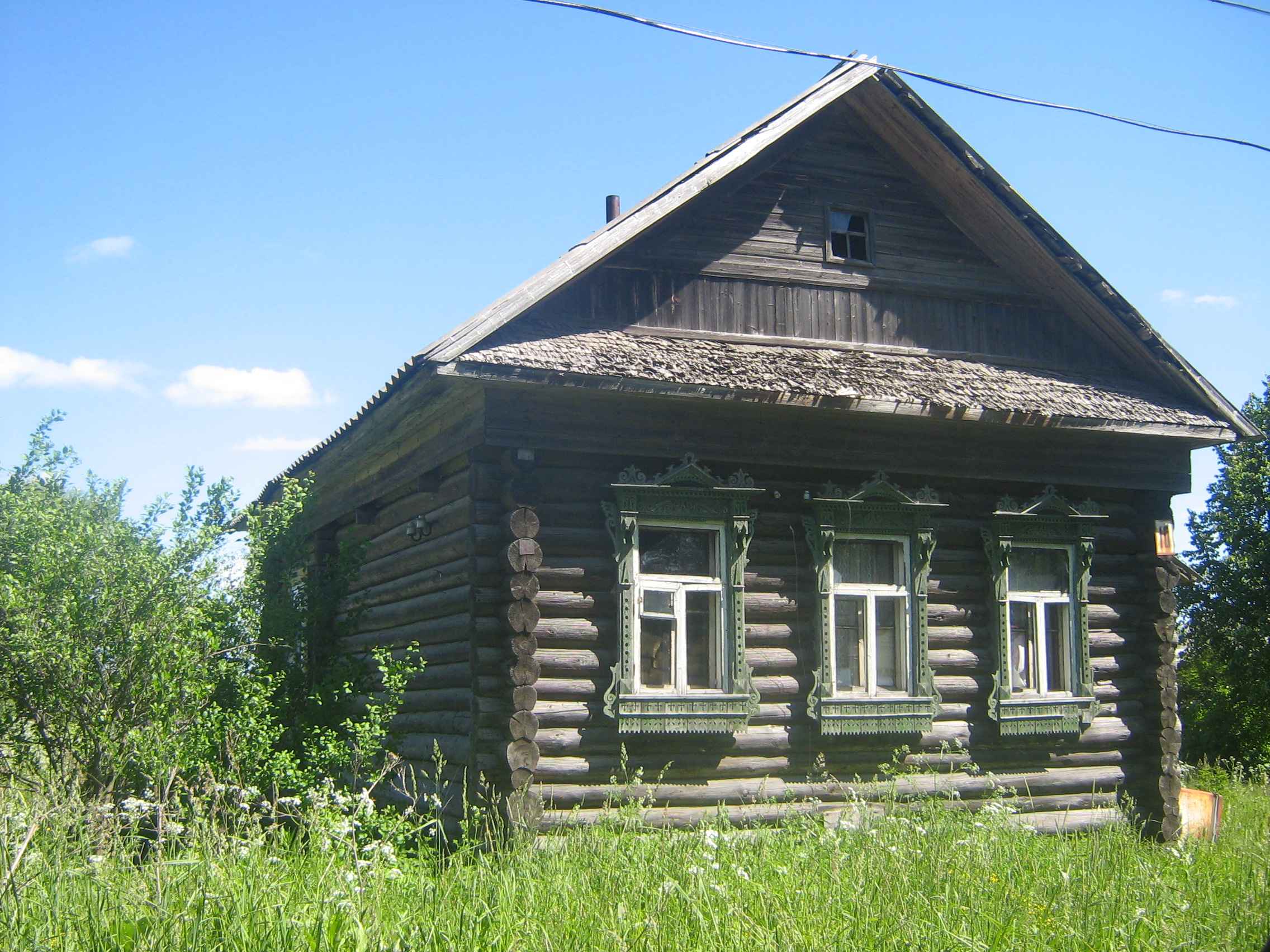
Una isba a la localitat de Klúshino a l'óblast de Tver.

Una  isba  o  izba  (rus: изба, izbà) és una casa típica camperola russa.
Construïda amb troncs, constituïa la residència habitual d'una família camperola russa tradicional. Generalment es construïen prop d'un camí i dins d'un corral, que també incloïa un jardí, una pallissa i un graner. Atès que el metall era molt car, aquests habitatges es solien construir sense claus i sense recórrer a l'ús de xerracs, els components de l'edificació es tallaven i elaboraven amb una destral. Els intersticis s'omplien amb argila.